# بغاکوی (آماسیه)
بغاکوی (به ترکی استانبولی: Boğaköy) یک منطقهٔ مسکونی در ترکیه است که در آماسیه واقع شده‌است.